# جوزيف ألارد
جوزيف ألارد (بالفرنسية: Joseph Allard)‏ هو ملحن كندي، ولد في 1 فبراير 1873 في Woodland, Aroostook County, Maine ‏ في الولايات المتحدة، وتوفي في 14 نوفمبر 1947 في مونتريال في كندا.

## وصلات خارجية
- جوزيف ألارد على موقع ميوزك برينز (الإنجليزية)